# 노르웨이 의회
노르웨이 의회인 스토르팅에트(노르웨이어: Stortinget)는 오슬로에 소재한 노르웨이의 단원제 의회다. 의원 정수는 169명으로 150명은 정당명부식 비례대표제에 따라 16개의 지역구에서 선출하고, 나머지 19명은 전국단위의 정당득표 비례 보정용 의석으로 선출하다. 전통에 따라 노르웨이 의회 의원들은 본 회의장에서 교섭단체별로 착석하는 것이 아니라 지역별로 착석한다. 가장 최근의 선거는 2021년 9월 13일 치러졌다.
2009년까지 노르웨이 의회는 형식적으로 하원(Odelstinget)과 상원(Lagtinget) 의원으로 구분되어 있는 양원제 의회였으나, 실제 운영에서는 단원제에 가까웠다. 2007년 입법을 통해 2009년 임기부터 양원제가 철폐되고 단원제 의회로 전환했다. 노르웨이 의회의 임기는 원칙적으로 4년이며 다른 의회제 국가들과 달리 의회의 조기 해산은 불가능하다.
의회 의장이 노르웨이 의회를 대표하고 있으며, 현 임기의 의장은 노르웨이 노동당의 안데르센이 맡고 있다. 5명의 부의장은 의장을 보완하는 역할을 하며, 원내 정당의 의석 비례에 따라 선출한다. 의회는 입법과 예산안 통과, 행정부 견제의 기능을 한다.
의회는 1814년 5월 17일 아이드스볼(Eidsvoll)에서 헌법이 채택되면서 생겼으며, 1884년부터 본격적으로 의회주의가 정착되어 의회 다수파가 정부를 구성하게 되었다. 이후 제2차 세계 대전까지 자유당이 지배적 위치를 점유해오다가 전후에 이르러서는 노동당이 주도권을 넘겨받았다.

## 선거
노르웨이에서는 시민의 자유, 평등, 직접, 비밀투표에 따른 비례대표제로 의원을 선출한다. 의회 선거는 4년 마다 실시된다. 투표권은 만 18세 이상의 노르웨이 시민권자에게 있고, 피선거권은 노르웨이에서 최소 10년 이상 거주한 투표권자에게 주어진다. 다만 정부 공무원과 외교관은 피선거권이 주어지지 않는다.
정당별 후보는 정당명부를 통해 입후보한다. 후보 선출방법에 대해 법으로 규정하고 있지만 강제조항은 아니다. 중앙당이 주별 지역당과 지구당을 통해 다양한 형태로 영향력을 미치기는 하지만, 후보자 선출 권한은 실제 적극적으로 활동하는 당원들이 행사를 한다. 정당명부식 선거제도의 경우 당선자 순위를 유권자가 아니라 정당이 결정한다. 노르웨이에서는 이를 보완하기 위해 의회와 지방의회 선거에서 정당이 제시한 명부에서 특정 후보를 삭제하거나 명부에 게재되어 있지 않는 사람을 추가할 수 있도록 하고 있다. 그러나 실제 당선자를 바꿀 정도로 영향력은 크지 않다. 19개 주는 19개의 선거구가 되며, 선거구별로 선출하는 의원의 수는 면적과 인구수에 따라 배정한다. 선거구별 의석수는 8년마다 새 인구분포에에 따라 재분배한다. 각 선거구별로 1석의 추가 의석이 배정되는 데, 이 의석은 정당의 전국적 득표울과 의석 배정의 불비례성을 보완하는 보정의석으로 사용된다. 정당이 의석을 배정받기위해서는 최소 4%의 득표를 해야 한다. 우선 선거구별로 총 150석의 당선자를 결정하고, 전국적 득표에 비해 당선자가 적은 정당에 19석의 보정의석이 추가 배정된다.
정당별 의석 배정은 수정 상트라귀 방식으로 이루어진다. 비례성을 높이기위한 방법이다. 하지만 인구 밀도가 낮은 지역 선거구가 오슬로와 같은 대도시 선거구에 비해 과대대표되는 경향이 있다. 그외에 군소정당의 경우 선거구별로 당선자를 내기위한 최소 득표를 얻기 힘들어 상대적으로 손해를 보고 있다.

## 기능

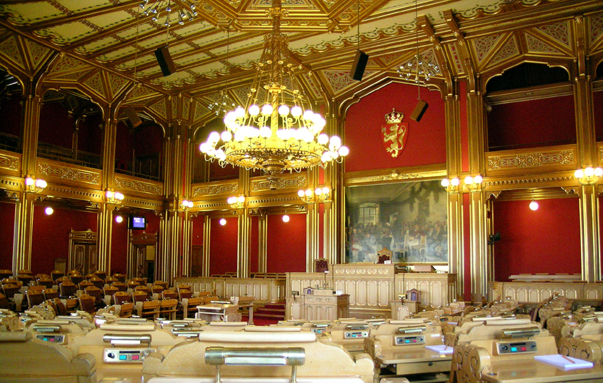
노르웨이 의회 본회의장

### 입법
노르웨이 의회의 핵심 기능 중의 하나는 입법기능이다. 대부분의 법안을 정부가 발의하고 있으며, 정부의 발안권은 헌법으로 보장하고 있다. 정부가 발안한 법안에 대해 의회의 역할은 법안에 대해 수정, 보완하고 최종적으로 의결하는 것이다. 법안 제안 외에서 의회는 구체적인 법률안이 없는 상태로 발안하는 소위 의회발언을 통해 영향력을 미치기도 한다. 정부는 의회가 의회 발언을 통해 논쟁적인 사안에 관한 일반적인 원칙에 관해 토론할 수 있는 기회를 보장한다. 입법과 관련해서 노르웨이의 특이한 제도중 하나는 의원이 아닌 사람이 의원 1인의 소개를 통해 법안을 발의할 수 있다는 것이다. 이 때 법안을 소개하는 의원이 법안에 대해 꼭 찬성할 필요는 없다.
법안은 최종적으로 국왕에 의해 확정된다. 국왕은 의회에서 의결한 법안에 대해 거부권을 행사할 수 있다. 그러나 1905년 이후 한 번도 거부권이 행사된 적이 없으며, 의회는 다음 임기중에 같은 법안을 다시 의결하는 것을 통해 거부권 행사 법안에 대해 재의결할 수 있다. 이런 점에 있어서 입법과정에서 국왕의 역할은 상징적 역할에 머물고 있다. 2007년 2월 20일 채택한 법안에 따라 2009년 10월 1일 의회내 양원이 통합하게 됨에 따라 노르웨이 의회가 독점적으로 입법권을 행사하게 되었다.

### 예산
매년 예산안을 의결하는 것도 의회의 중요한 역할이다. 공식적로 정부지출과 함께 세율은 국민의 대의기관에서 정하게 된다. 가을에 정부가 의회에 예산안이 제출되면, 의회는 늘 재정예산을 먼저 다르게 된다. 예산안을 작성은 정부의 책임이다. 정부의 각부서는 다음 회계연도에 필요한 금액과 요구액을 제출하고, 정부는 우선 순위를 정해 예산안을 확정하게 된다. 의회에서 예산안 논의는 일반적 논의와 구체적 사안에 대한 논의로 나뉜다. 야당은 일반적 논의를 통해 자신들의 대안적 예산안을 제시하게 된다. 예산안의 수정보완이 의회활동을 통해 많이 확대될 수 있기 때문에, 최종안을 확정하기 위한 논의 기한은 2개월 반으로 제한된다. 실제 운영에 있어 의회는 정부의 예산에 대해 약간의 수정후 의결한다. 예산 수정안은 원안 대비 1% 이내에서 조정된다.

### 행정부 견제
입법권과 예산권 외에 의회의 주요 기능은 행정부와 공공기관에 대한 의회의 견제와 감시기능이다. 행정부 견제의 수단 중의 하나는 의원들이 장관들에게 정부활동에 대해 질의할 수 있는 대정부 질의이다. 이 대정부 질의는 소(小)질의와 대(大)질의로 구분된다. 소질의는 짧은 질의로 정부는 1주일 내에 답변을 해야 한다. 이 질문은 매주 개최되는 질의 시간에 정부가 답변을 하며, 보통 질의자와 정부 대리인간의 간단한 토론이 이루어진다. 질의 시간을 통해 정부는 보통 20~40개의 질문에 대해 답변한다. 개별 의원은 한번의 질의 시간을 통해 최대 2개까지만 질문을 할 수 있다. 이 소질의 시간은 의원들이 자신의 지역구 관련 문제를 제기하거나, 정치적 경력을 쌓는 기회로 많이 활용되고 있다. 대질의를 통해 의원들은 정치적으로 중요한 하나의 주제에 대한 질의를 할 수 있고, 의장에게 질의 안을 제출해야 한다. 특정 문제가 대질의의 안건이 되기 위해서는 충분한 근거가 있어야 한다. 그리고 대질의에 대한 정부의 답변은 1개월 이내에 이루어져야 한다. 총리나 장관이 정부 답변 중 부족한 부분에 대해 해명하게 되면, 최종적으로 대질의 절차는 마무리 된다. 대질의의 답변은 여러명의 장관과 의원들이 참여하는 광범위한 토론으로 이어지며, 보통 1년에 30-35회 정도 이루어진다.
의회는 감시와 견제를 위해 5명의 감사위원을 임명한다. 이 5명의 감사위원이 감사원 조직을 이끌게 되며, 의회의 중요한 견제와 감시수단이 된다. 이 기관은 국가 행정과 국가 재산에 대한 감사를 하고, 의회의 의사에 반하는 지를 감시할 전권을 가지고 있다. 감사원은 정부나 여타 행정기관으로터 독립된 조직으로 6개의 부서와 전국적으로 분산되어 있는 440명의 직원으로 구성되어 있다.
1962년 노르웨이도 스웨덴을 본따 옴부즈만 제도를 도입했다. 옴부즈만은 의회와 같은 임기로 의회에서 선출되며, 법과 규정을 잘 따르는지를 감시하는 역할을 한다. 옴부즈만으로 선출되기 위해서는 법률가이면서 의회 의원이 아니어야 한다. 공무원이나 판사 무책임하게 행동한다는 고발이 있으면, 이 사건에 대해 조사 보고하게 된다. 옴부즈만의 권고사항은 법률적 효력을 미친다. 옴부즈만은 연 1회 의회에 활동보고를 한다.
13개 상임위원회는 각각 조사위원회의 역할을 한다. 고위 공무원에 대한 임명과 다른 위원회, 기관, 지방의회에 대한 정부보고, 감사위원의 연차보고서를 검토하게 된다. 조사위원회는 이를 통해 헌법적 업무와 의사규정, 의회와 감사위에 대한 지원, 선거법, 옴부즈만 관련 업무를 다룬다. 조사위원회는 공공기관에 조사를 의뢰할 수 있다. 단 조사는 관련 장관에 통보한 후에 가능하다.
노르웨의 의회는 전통적으로 외교 및 국제문제에 대한 그리 크지 못한 편이다. 이 분야에 대한 사전 사후 조사, 견제와 확인 권한이 제한되어 있어서 그렇다.

### 교회 의회
노르웨이의 교회는 국가 교회로, 노르웨이 의회가 국가 교회의 최고 의결기구 역할을 겸하고 있다.

## 조직

### 의장단
의장단은 6명으로 구성되어 있다. 의장단과 의회의 대표는 의장이 맡는다. 의장은 대외적으로 의회를 대표하고, 정부와 의회를 연결하는 역할을 한다. 선거후 어느 교섭단체 총리후보를 내지 못할 경우, 의회 의장이 국왕의 조언자로서 총리 후보를 추천할 수 있다.
의장 외에 5명의 부의장이 있으며, 정당별 의석비율에 따라 배정된다. 의장과 부의장은 본회의 의장을 맡게 된다. 1945년에서 1961년 사이에는 노동당이 6명의 의장단 중 4명을 차지했다. 1961년 이후에는 연정참여 정당과 야당이 각 3인씩 의장단을 맡고 있으며, 의장은 여당이 돌아간다.
의장단은 의회 안건을 정하고, 발언 시간과 기한을 준수토록 하며, 헌법을 수호하는 역할을 한다. 이를 위해 의장단은 의회와 정부간 공동활동을 조절한다. 의장단은 정치적 이슈에 대해 중립을 지키도록 노력한다.
현 의장단은 아래와 같다.
| 직함       | 이름                                       | 정당   |
| ---------- | ------------------------------------------ | ------ |
| 의장       | 토네 빌멘슨 트루엔 (Tone Wilhelmsen Trøen) | 보수당 |
| 제1 부의장 | 에바 크리스틴 한센 (Eva Kristin Hansen)    | 노동당 |
| 제2 부의장 | 모르텐 월드 (Morten Wold)                  | 진보당 |
| 제3 부의장 | 마그네 로메트 비트 (Magne Rommetveit)      | 노동당 |
| 제4 부의장 | 닐 T. 비에르크 (Nils T. Bjørke)            | 중앙당 |
| 제5 부의장 | 아비드 라자 (Abid Raja)                    | 자유당 |

### 교섭단체
169명의 의원은 7개의 교섭단체에 소속되어 있다. 각 교섭단체는 각 1명의 원내대표와 부대표, 대표위원을 선출한다. 이 대표단은 중앙당 및 의원이 아닌 당원들과의 소통을 담당한다. 원내 대표단은 자동적으로 외교헌법 상임위원회 배속된다. 또 이들은 교섭단체 내에서 의정 활동과 의원의 역할분담을 조정하게 된다. 교섭단체는 여당이냐 야당이냐에 따라 다른 역할을 수행한다. 또 소수정부 기간에는 정부가 다수파 지지를 구하기 때문에 안건에 따라 다양한 편가르기가 이루어진다.

전통적으로 노르웨이 의회는 본회장에서 교섭단체별로 착석하지 않고, 선거구별로 착석한다. 이는 한편으로 노르웨이의 합의 정치를 나타내는 것인 동시에 통합주의적 노르웨이의 지역적 입장을 강조하는 것이다.

### 상임위원회
노르웨이 의회에는 13개 상임위원회가 있다. 각 의원은 하나의 상임위원회에 속하게 된다. 의회가 새로 개원하면 37명으로 구성된 선출 상임위원을 선출하게 된다. 선출상임위원은 13개 상임위원회와 교섭단체, 지역별 비례를 고려해 선출하게 된다. 선출 위원회에서 상임위의 통합 등을 의결한다. 상임위의 의결은 의사규정으로 정한다. 상임위원회는 연간 1000여건의 안건을 다룬다.
상임위원회가 구성되면 바로 위원장과 부위원장, 총무를 선출한다. 각 상임위원회에는 11명에 20명의 의원이 소속된다. 상임위는 본회의의 토론 및 의결 안건을 준비하는 역할을 한다. 상임위에 제출된 모든 안건은 안건 제출자가 해당 안건의 책임자로 지정되어, 정보수집과 본회의 의결과정에서 관련업무를 담당한다. 대부분의 의결안건은 만장일치를 의견을 모아야 되나, 그렇지 못한 경우 일부 교섭단체의 지지만들 받는 경우도 있다. 각 교섭단체는 간사를 지명할 수 있다. 상임위에서 협의를 이끌어 내지 못하는 경우 소수파의 기타의견을 첨부해 안건을 의결하게 된다. 상임위에서 의결된 안건은 대부분 본회의에서도 의결되는데, 대부분의 의원들이 상임위소속 자당의 의원의 결정을 따르기 때문이다.
모든 상임위원회의 회의는 공개적으로 개최된다. 상임위는 개별 사안에 대한 정확한 정보를 얻기 위해 정부나, 조직, 개인들의 대표를 불러 발언하게 할 권리가 있다. 이로 인해 상임위원회는 로비이스트들이 법안에 영향력을 행사할 수 있는 공간이 되기도 한다.

## 의정 활동

### 활동
의회주의 형성기에 노르웨이 의회는 비전문가 지배라는 사상이 지배적이었으며, 선거권을 가진 농민과 도시 시민들의 포럼이었다. 이런 전통으로 의회의 업무량 증가에도 불구하고 전문화와 직업정치계급의 형성이 지체되어 왔다. 2002년 의원은 520,000 크론(약 7천유로)을 세비로 받았는데, 이는 90년대를 거치면 세비가 2배로 늘어난 것이었음에도 서유럽 다른 국가의 의원에 현저히 낮은 수준이었다. 1981년에야 의회 행정직원의 수가 의원수를 초가했을 정도로 의정활동에 대한 지원은 지체상태를 보여왔다. 의원들의 활동조건이 개선되기 시작한 것은 1970년부터였다. 그때부터 각 의원에게 사무실과 우편료, 전화비가 제공되기 시작했고, 공공교통을 무료로 이용하고, 업무상 출장비용이 보전되기 시작했다. 그 외에 선거구에서의 일정 수준까지의 통신비용을 의회에서 부담했고, 의원들에게 독일어, 영어, 불어, 스페인어 어학코스가 제공되었다. 전에 비해 의원들의 직업화의 경향이 뚜렷이 나타나고 있지만 일부 의원들은 아직도 공공행정기관의 경쟁자로서의 의회에 익숙해지지 못하고 있다.
업무량의 증가는 헌법에 의회의 연중 상시 개회를 명기하도록 만들었다. 매년 회기는 10월에 시작하며, 여름 동안에는 회의가 열리지 않는다. 또한 정부는 입시회의를 소집할 수 있다. 효율성을 높이기위해 정부는 더 이상 법률안을 구두로 제안하지 않고 서면으로 제출한다. 발언은 시간제한이 있으며, 의결은 전자투표로 한다. 의결을 위해 최소 과반수 이상의 의원이 참석해야 한다.
의원 개인에게 보좌진이 제공되지는 않고, 교섭단체별로 인적 지원이 이루어진다. 각 교섭단체는 비서진이 제공되며, 이들은 의원들의 활동을 보좌하게 된다. 비서진의 규모는 교섭단체의 의원수에 비례해 정해진다. 그외에 의원들은 도서관을 이용할 수 있고, 다양한 분야의 정보 조사를 위한 인력이 지원된다. 비서진의 절반은 학술적 조사연구를 담당하고, 나머지 절반은 행정업무를 담당한다.
노르웨이 의회 의원은 명령적 위임자(imperative mandate)는 아니지만, 일반적으로 북유럽 의회는 원내 투표시 정당 규율이 강한 편이다. 의원들은 지역구의 대리인만이 아니라, 국가전체의 대표자로 여겨진다. 교섭단체의 활동방식은 법률로 규정하고 있지 않으며, 당의 의결기관에서 정한 정치적 지침에 따라 활동을 한다.
모든 의원은 그들의 활동이 제약되지 않도록 하기 위해 면책특권이 보장된다. 의원은 장관직을 제외한 어떤 행정기관의 장이 될 수 없다. 그리고 의회는 스스로 개별의원을 제명할 수 없다. 의원은 장관이 된다고 자의로 의원직을 포기할 수 없다. 정부각료는 의회의 참석권과 발언권은 있지만 의결권은 없다. 본회의장에서 의원들 맞은 편 자리에 위치하게 된다.

### 의회의 다양한 사회계층 대표
노르웨이 의회는 과거에서 비해 다양한 사회적 계층의 대표가 나빠졌다. 1945년부터 의원 과반수 이상이 노동자, 농어민 출신이었으나, 최근들어 그 비율이 급격히 감소하고 있다. 또한 고령, 남성, 고학력자(특히 교사)가 전체 인구분포에 비해 과다대표되고 있다. 선거법은 정당과 지역간 비례에만 초점을 맞추고 있어, 다양한 사회계층의 고른 대표를 보장하지는 못하고 있다. 하지만 전체적으로 사회적 불평등은 감소한 편이다. 특히 여권운동의 영향으로 의회내 여성의 비율을 계속 늘어나고 있는 편이다.

## 역사

### 의회의 기원
노르웨이에서는 역사 기록이전에 이미 라그틴게트(Lagtinget)라는 종족대표자 회의가 있었다. 이 회의의 역할은 갈등 조절과 범죄자 처벌, 국왕 선출이었다. 이 회의에는 모든 남성(노예제외)이 참석할 수 있었지만, 부유한 농민과 족장들이 이 회의를 주도했다. 중세가 시작되면서 법률이 불변의 것이 아니라 변할 수 있다는 새로운 법률관이 생겨났다. 면죄부의 수여는 왕의 권한을 강화시켰고, 이로 인해 왕과 족장들간의 권력투쟁이 지속되었다. 12,13세기에 이 회의는 권력을 상실하게 된다. 노르웨이가 세습군주국이 되고, 귀족과 교회의 제국회의가 왕과 더불어 통치권을 장악하게 되었기 때문이다. 14세기에는 스웨덴, 덴마크와의 연합에 가입하게 되고, 외교적으로는 독립적인 것으로 보였으나, 덴마크-노르웨이 연합을 통해 헌법적으로 덴마크와의 결합이 강해져갔다.

### 헌법과 스웨덴과의 국가 연합

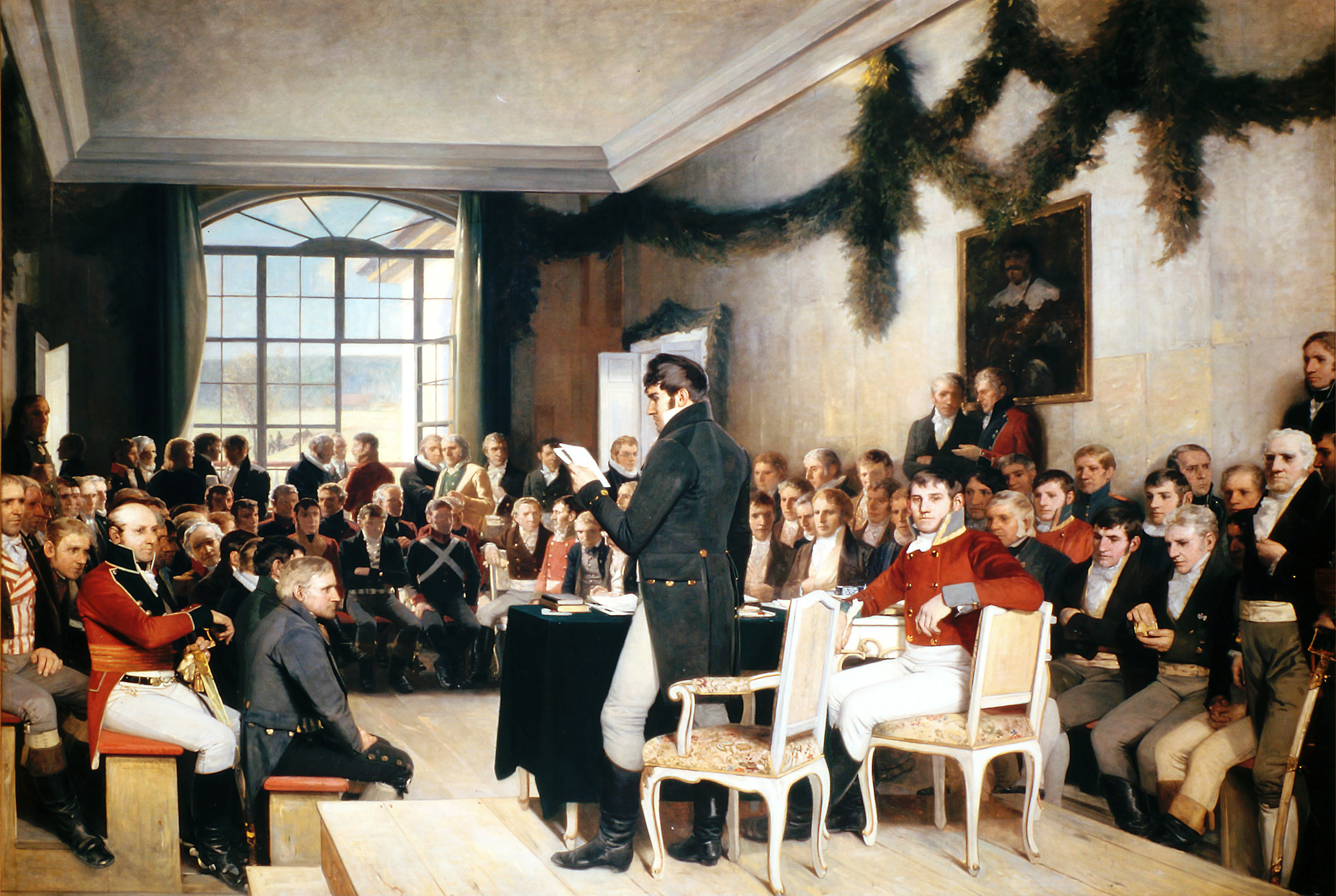
아이드스볼 국민회의 (1814)

나폴레옹 전쟁기에 덴마크-노르웨이와 스웨덴은 서로 적대적이었다. 1813년 라이프치히 전투 이후 나폴레옹이 패하면서 스웨덴과 영국은 덴마크 국왕 프리드리히 6세에게 노르웨이를 스웨덴에 이양하도록 압박한다. 프리드리히는 이에 동의하고 킬 평화조약에 서명을 한다. 노르웨이는 조약에 참여하지 않고, 독립국가임을 선언한다. 아이드스볼(Eidsvoll)에서 덴마크 왕위 계승자였던 크리스티안 8세가 주도해 112명으로 구성된 제국의회를 개최한다. 대표자들은 자유주의 헌법과 국민에 의한 새 국왕의 선출을 요구한다. 1814년 5월 17일 당시 사상을 반영한 노르웨이 헌법이 제정된다. 그 핵심적 내용은 국민주권과 권력분립, 국가에 대한 개인의 권리 등이다. 입법기관은 국민에 의해 선출되는 스토르틴게트였다. 하지만 국왕은 의회를 무력화시킬 수 있는 거부권을 행사할 수 있었다. 또 선거권은 공무원, 도시 상공인, 농민에게만 부여됐다. 1814년 전쟁이후 노르웨이는 킬 조약에 명기한 것처럼 스웨덴에 강제 편입된다. 두 제국은 스웨덴 왕 아래 통합되었으며, 노르웨이 헌법은 제한적인 형태로 유지되었다.

### 의회주의에서 독일점령기까지

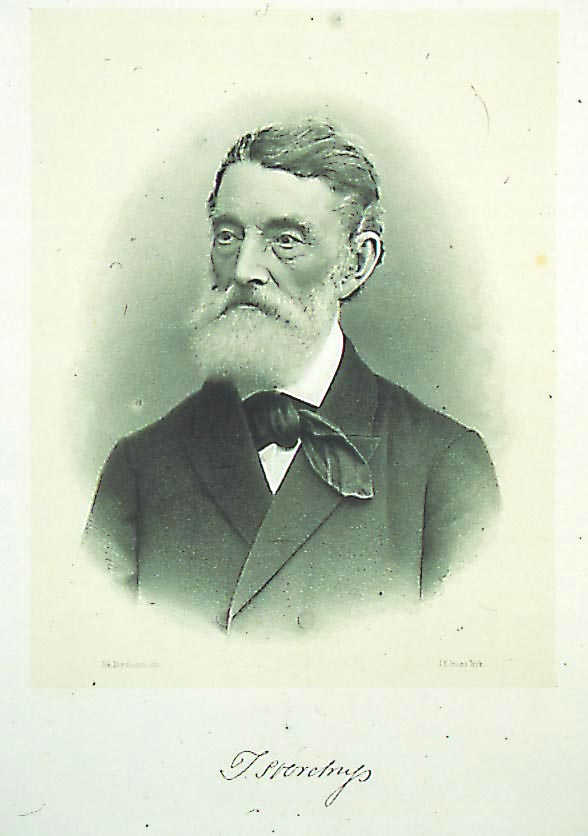
1884년에서 1889년 총리를 역임한 요한 스베르드룹은 노르웨이 의회주의의 아버지로 여겨진다.

19세후 후반기에 접어 들면서 정당한 대표의 문제가 핵심의제로 되었다. 산업화로 정치적 대표권이 없었던 프로레타리아 계급이 크게 성장으나, 여전히 지주와 고소득층에게만 투표권이 부여되었다. 정당한 대표권을 향한 투쟁과 더불어 스웨덴의 영향에서 벗어나려는 운동이 생겨났다. 이러한 경향의 대두는 측면에 기원을 두고 있다. 하나는 보통교육의 확대에 따라 정치적 자아가 형성된 것이고, 다른 하나는 1837년 지방자치의 도입으로 지방정부가 생겨난 것이다. 지방자치기구는 국왕 정부의 역할을 잠식했고, 그 영향력도 줄여나갔다. 헌법과 관련해 크게 두 세력으로 나뉘었다. 보수주의자들은 권력분립과 국왕과 국민대표의 공존을 주장했고, 자유주의자와 사민주의자들은 인민주권과 정부와 의회의 단일성을 요구했다.
1860년대 요한 스베를드룹 중심의 야당 세력이 의회 다수파가 되었다. 그들은 농민세력의 지도자였던 쇠렌 야벡과 함께, 의회가 3년에 한번 열던 것을 매년 개최하도록 하는데 성공했다. 이 결정을 통해 의회의 정치적 영향력은 확대됐고, 국왕 정부는 의회의 활동에 영향력을 미칠 수 없어 약화되었다. 또한 국왕이 정부각료를 자의적으로 임명할 수 없게 됐다.
1884년, 스웨덴 왕이 패하면서 노르웨이에서 의회주의가 성립되었다. 의회주의의 성립은 더 이상 정부가 왕의 신임이 아니라, 의회의 지지가 필요하게 되는 것을 의미했다. 먼저 보수진영과 자유주의 진영에서 정당이 만들어졌다. 노동당은 1889년 창당되었고, 1903년 원내진출에 성공했다. 1905년 노르웨이는 국민투표를 통해 스웨덴으로부터 완전 독립을 이뤄냈다.
독립이후 첫 선거에서 자유당이 의회 다수당이 되었다. 또한 노동당은 선거를 거치면서 점점 성장해 나갔다. 1912년 선거에서 26%를 득표에 제 2당이 되었다. 1898년과 1913년에 각각 남여 보통선거권이 도입되었다. 1차 세계대전 종전과 더불어 자유당 우위의 시대도 끝나고, 2차 세계대전이 발발할 때까지 과반수 의석을 확보하는 정당은 없었다. 1928년, 크리스토퍼 호른스루드가 이끄는 노동당 정부가 출범했지만 19일 밖에 지속하지 못했다. 2차 대전 발발 전에 국방문제가 핵심적 정치이슈였다. 사회주의자들은 국방예산 인상에 반대했고, 일부 자유주의자들도 여기에 동조했다. 노동당 정부는 농민당의 지지를 얻어 1936년 동의안을 이끌어내는데 성공했다. 2차 대전이 시작되면서 노르웨이는 다시 중립을 선언했지만, 독일제국에 의해 점령당한다.

### 2차 세계대전 이후
전후 첫 선거에서 노동당은 1당이 된다. 이를 통해 1969년까지 이어지는 노동당의 의회지배가 시작된다. 노동당의 최다득표는 48.5%를 기록한 1957년 선거였다. 이 기간동안 선거결과는 비교적 안정적인 편이었다. 다만 특이한 변화는 노르웨이 공산당이 원내진출에 실패하게 되는 것이다. 노동당 우위가 해체되는 것은 1973년 선거로 노동당이 10% 이상의 득표를 상실하게 된다. 이는 노동당이 당시 다수의 국민이 반대하고 있던 유럽공동체 가입에 찬성하는 입장을 취했기 때문이다. 그 전해에 실시된 유럽공동체 가입 국민투표에서 46.5%만이 찬성을 한 데에서도 잘 들어난다.
노동당은 1당을 유지하지만, 이전의 지배적 위치를 계속 유지하지는 못했다. 노동당 지배를 종식으로 보수정당들이 이익을 봤다. 1980년대는 '우파의 물결'(høyrebølgen)이 나타난다. 1981년 보수당은 31.7%의 득표로 사상 최대 득표를 기록한다. 이는 중도정당, 즉 중앙당(농민정당)과 기독교 인민당(기민주의정당)의 표를 잠식해 얻은 결과였다.
세기 말을 지나면서 선거행태에 또다른 변곡점이 나타난다. 2001년 선거에서 노동당은 지지를 더 상실해 77년 만에 최저 득표율인 24.4%를 기록하게 된다. 노동당 지지상실로 이익을 본 정당은 사회 좌파당과 극우 정당인 진보당이었다. 이는 선거행태의 '급진화'를 의미했다.

### 2005년과 2009년 적-적-록 연정
2005년 총선에서 노동당과 사회 좌파당, 녹색 중앙당의 선거연합은 과반수 획득에 성공한다. 2000년에서 2001년사이에 총리를 지낸바 있는 노동당의 스톨렌베르그를 수반으로 연정을 구성한다. 선거의 또다른 승자는 극우정당인 진보당이었다. 극우정당은 22% 득표로 제1일 야당이 되었다. 집권당이었던 기독 인민당을 비롯한 주도 우파 연정은 선거 패배로 의석의 절반 이상을 상실했다. 당시 선거 이슈는 석유수입의 분배에 관한 문제였다. 당시 석유수입의 대부분이 다음 세대를 위해 새로운 석유펀드에 재투자되어 있었다. 노동당과 극우정당인 진보당은 석유수익의 더 많은 부분을 교육과 보건, 요양분야에 써야한다고 주장했다. 집권당은 좋은 경제지표에도 불구하고 선거에서 질 수 밖에 없었다. 이후 세금 인상을 통해 사회보장 개선이 이루었졌다.
2009년 9월 14일 실시된 선거에서 적적녹 연정은 다시 과반수 확보에 성공한다. 사회좌파당이 4개의 의석을 잃었지만, 그 중 3석을 노동당이 추가했다. 이를 통해 스톨레베르그 3기 내각(2기 적적녹 연정)이 성립되었다. 이 선거의 가장 큰 패배자는 자유당으로 10석 중 8석을 잃었다. 보수당과 진보당이 각각 7석, 3석을 추가했으나 우파가 의회 다수가 되지는 못했다. 당시 투표율은 76.4%였다.
2009년 선거결과는 아래와 같다.
| 정당                                                  | 의석    | 득표율 |
| ----------------------------------------------------- | ------- | ------ |
| 노동당 (Arbeiderpartiet / 사회민주주의)               | 49 (55) | 27,4%  |
| 우파당 (Høyre / 보수자유주의)                         | 45 (48) | 25.0%  |
| 진보당 (Fremskrittspartiet / 노르웨이 민족주의)       | 27 (29) | 15.2%  |
| 중앙당 (Senterpartiet / 농본주의)                     | 19 (10) | 10.3%  |
| 사회좌파당 (Sosialistisk Venstreparti / 민주사회주의) | 11 (7)  | 6.0%   |
| 자유당 (Venstre / 자유주의)                           | 8 (9)   | 4.4%   |
| 기독교민주당 (Kristelig Folkeparti / 기독교민주주의)  | 8 (10)  | 4.2%   |
| 녹색당 (Miljøpartiet De Grønne / 녹색정치)            | 1 (1)   | 3.2%   |
| 적색당 (Rødt / 공산주의)                              | 1 (0)   | 2.4%   |
| 계                                                    | 169     |        |

## 참고 문헌
- Hermann Groß, Walter Rothholz: Das politische System Norwegens. In: Jörg Bohnefeld, Stephan Fischer; Wolfgang Ismayr (Hrsg.): Die politischen Systeme Westeuropas. 4. aktualisierte und überarbeitete Auflage. VS Verlag für Sozialwissenschaften, Opladen 2008, ISBN 978-3-531-16464-9.
- Olof Petersson: Die politischen Systeme Nordeuropas. Eine Einführung [Aus dem Schwedischen übersetzt und aktualisiert von Ulrike Strerath-Bolz]. In: Nordeuropäische Studien Band 5. Nomos, Baden-Baden 1989, ISBN 3-7890-1864-3.